# 林三趾鹑
林三趾鹑（学名：Turnix sylvaticus）为三趾鹑科三趾鹑属的鸟类。是一種三趾鶉，牠們與真正的鶉類似，但並非近親。

## 分類學
林三趾鶉在1789年由法國植物學家雷內·德方丹首次正式描述並繪製插圖，使用了二名法Tetrao sylvaticus.。種小名sylvaticus是拉丁文，意為“林地的”。林三趾鶉現在被歸類於由皮耶·博納泰爾在1840年引入的屬。
九個亞種被確認：
- T. s. sylvaticus （德方丹, 1789） – 南伊比利亞半島和西北非
- T. s. lepurana （史密斯, A, 1836） – 撒哈拉以南非洲
- T. s. dussumier （特明克, 1828） – 伊朗東部至緬甸
- T. s. davidi 德拉庫爾 & 賈布伊, 1930 – 泰國中部至中國南部，北印度支那和台灣
- T. s. bartelsorum 紐曼, 1929 – 爪哇和巴厘
- T. s. whiteheadi 奧吉維-格蘭特, 1897 – 呂宋島（菲律賓北部）
- T. s. celestinoi 麥格雷戈, 1907 – 薄荷島和棉蘭老島（菲律賓南部）
- T. s. nigrorum 杜邦, 1976 – 內格羅斯島（菲律賓中西部）
- T. s. suluensis 邁恩斯, 1905 – 蘇祿群島（菲律賓南部）

## 描述
林三趾鶉與普通鵪鶉相似。它的上部有條紋的沙棕色，上腹部是淺黃色並有黑色的脅紋，臉部單調無紋。在飛行時，白色的翼條與灰色的翅膀形成對比。兩性相似，但未成熟的鳥在下腹部有更多斑點。這種小型鶉類難以察覺。它是一種小型，長15 cm（5.9英寸）的單調奔跑鳥，避免飛行。

## 分佈和棲地
這種物種分佈於從南部西班牙和非洲經印度至印度尼西亞的熱帶亞洲。它棲息於溫暖的草原或灌木叢中，並以昆蟲和種子為食。這種物種避免茂密的森林和丘陵地區，通常生活在玉米田和大片草地中，儘管它也可能出現在任何類型的低矮草叢和開放的灌木叢中。

## 行為
它潛行，並且難以被驚飛，通常在靠近腳邊時才會起飛。當它被驚飛時，會低空飛行，很快再次降落，之後再度驚飛變得非常困難。雌性發出深沉的hoom-hoom-hoom，而雄性則回應kek-kek-kek。

### 繁殖

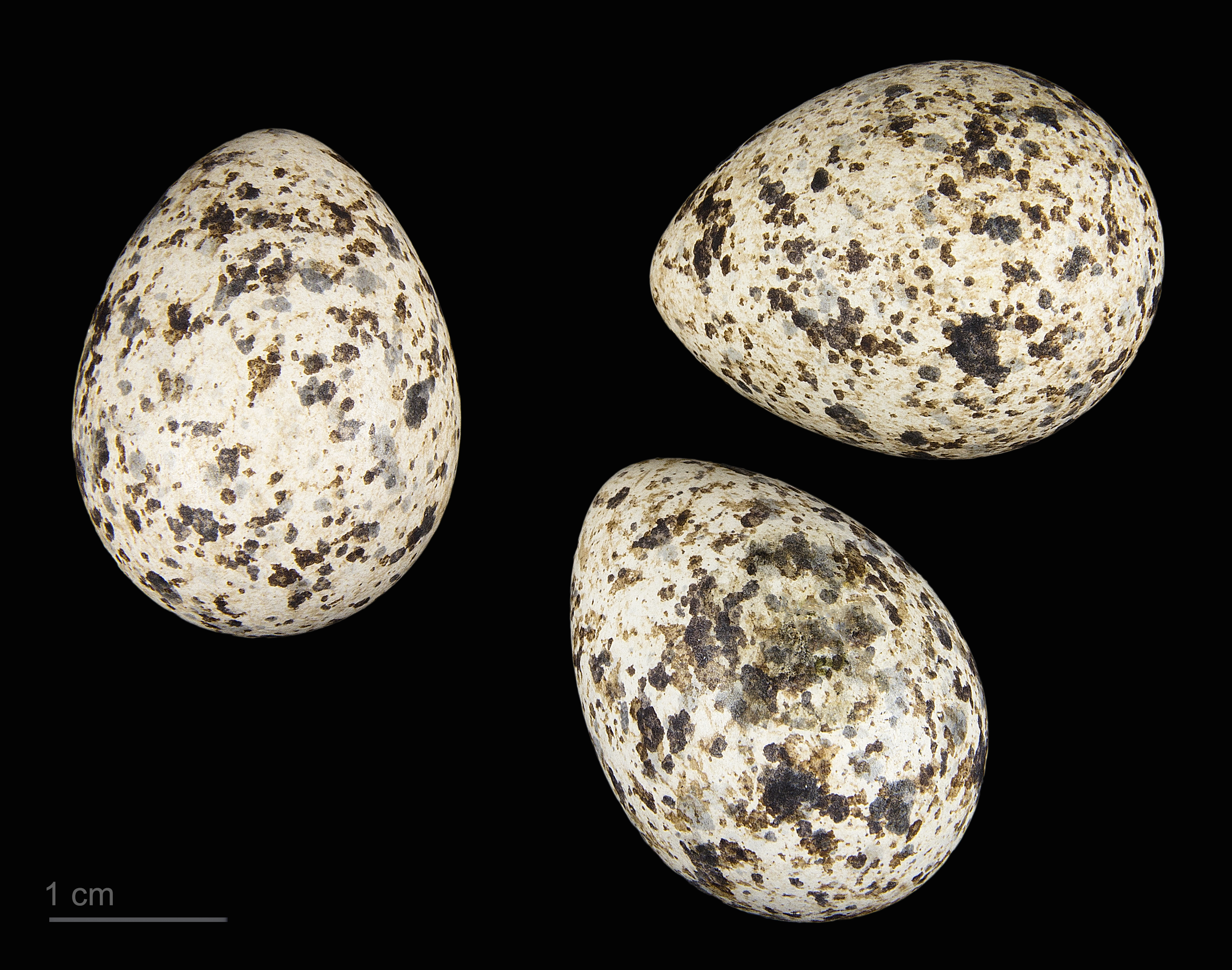
Turnix sylvaticus - 土魯斯博物館

雌性主動求偶並建造地面巢穴。雄性孵化通常四顆帶斑點的灰色卵，並照顧幼鳥，幼鳥一孵化即能奔跑。繁殖季節為六月至九月。巢是一個稍微鋪有草的墊子，置於地面的天然凹陷處，通常隱藏在一簇草莖之間。非常偶爾地，草會彎曲覆蓋在巢上，形成一種帳篷。

## 保護狀況
儘管在其廣泛的分佈範圍內，林三趾鶉被評估為IUCN瀕危物種紅色名錄中的“無危”，但分佈於地中海地區的指名亞種則是極危物種。它在20世紀大部分地區消失，現僅存於摩洛哥，西班牙於2018年正式宣佈該物種在該國滅絕。在2021年，IUCN也宣佈該物種在歐洲滅絕。這使其成為自1852年大海雀以來第一種在歐洲滅絕的鳥類。

## 圖庫

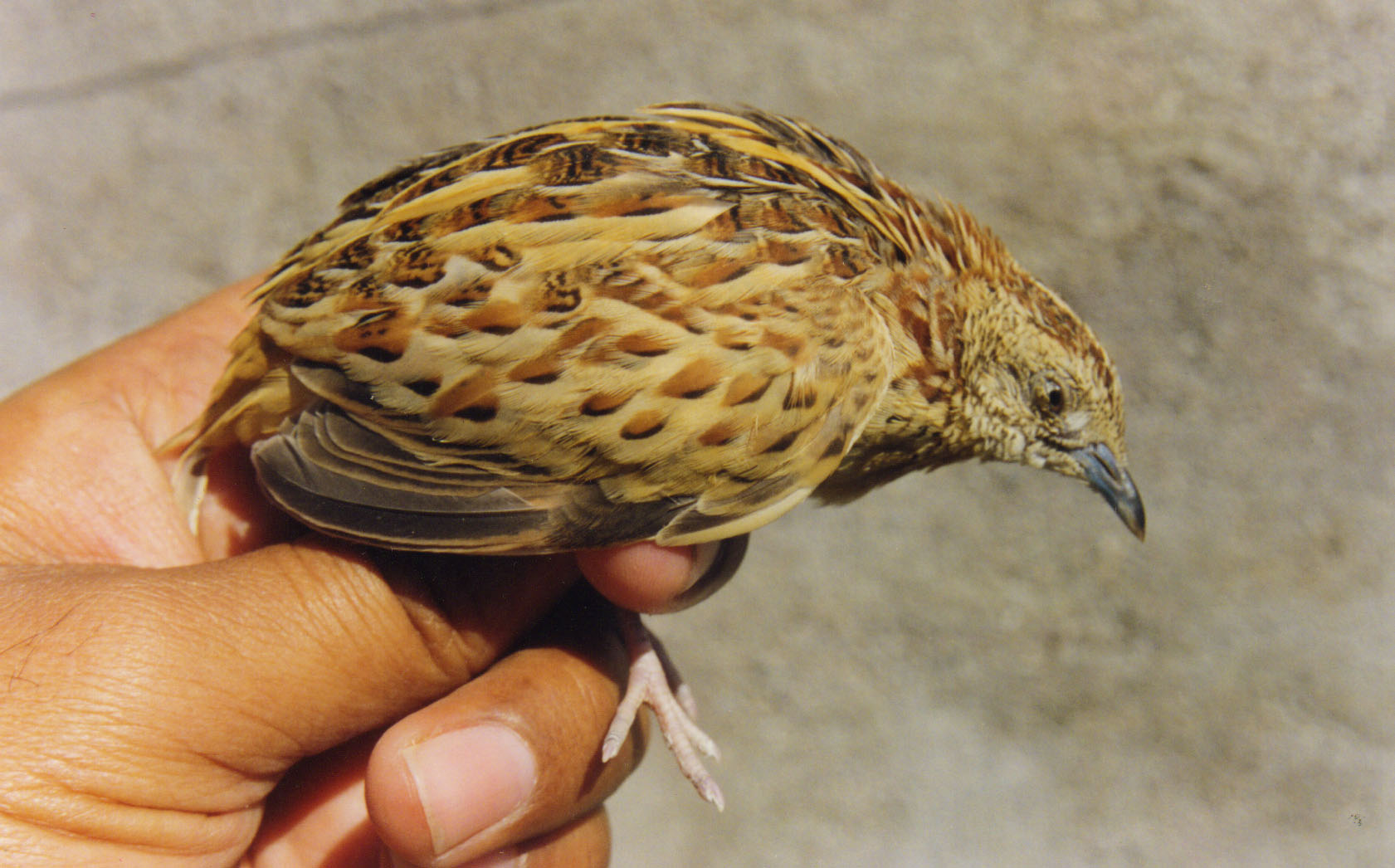
馬哈拉施特拉邦， 印度
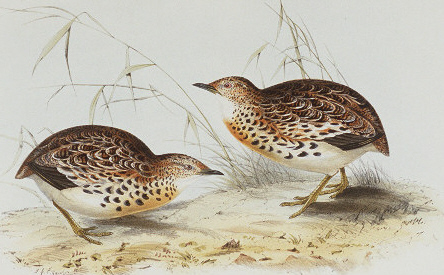
約翰·古爾德的繪畫
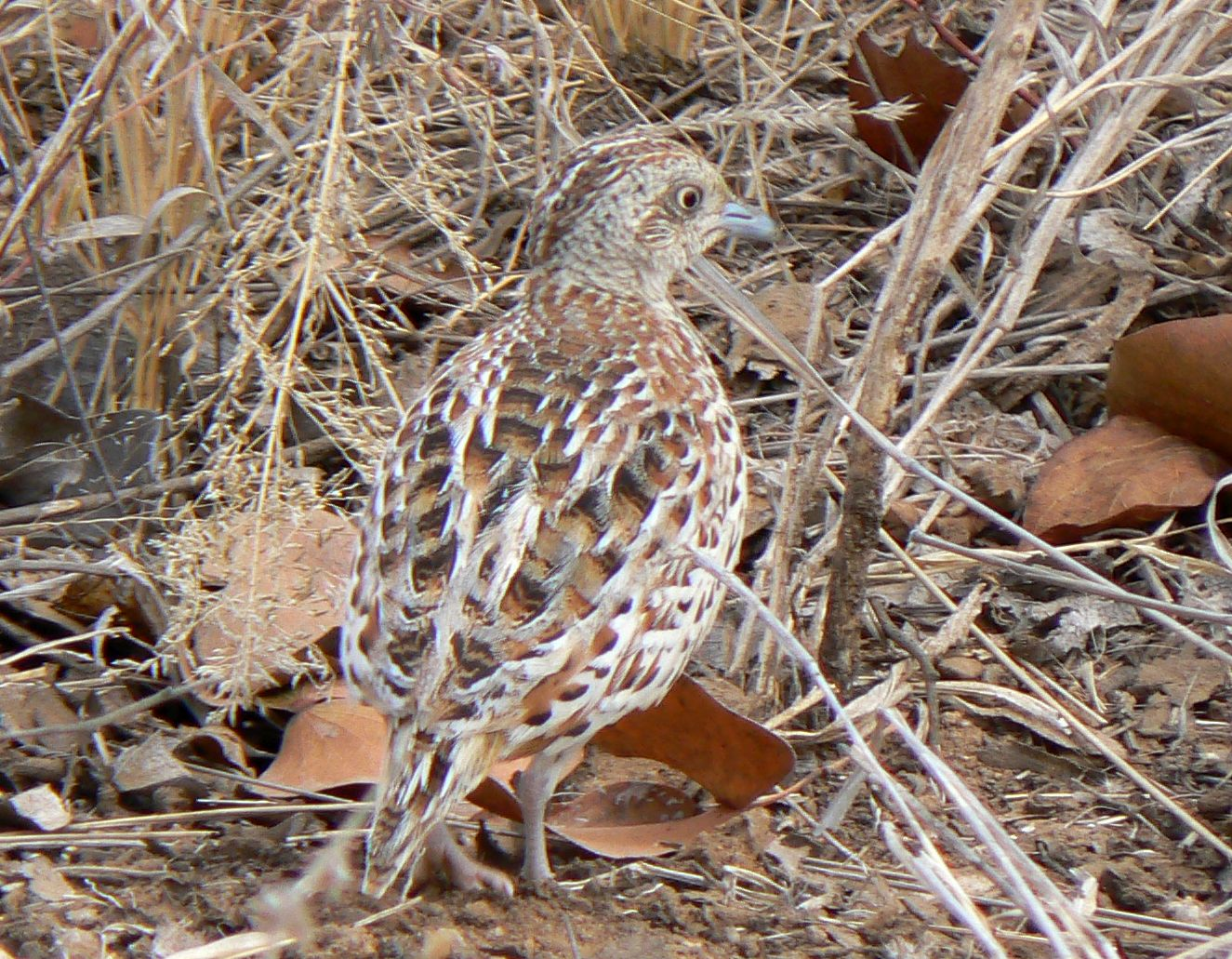
南非，克魯格國家公園
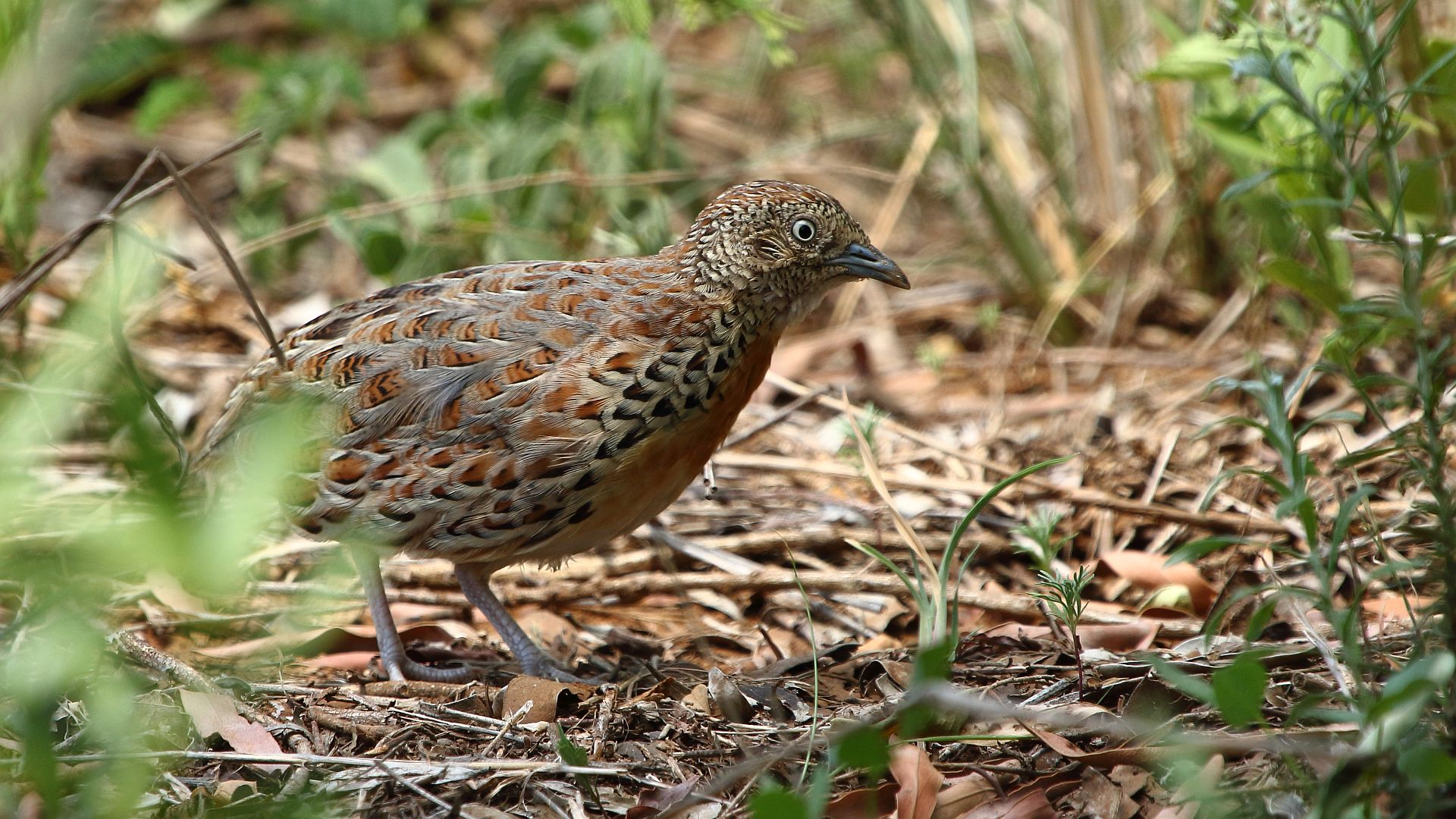
南非，伊塔拉禁獵區